# Dan Přibáň
Dan Přibáň (* 7. ledna 1976, Praha) je český novinář, režisér a cestovatel, známý svými kuriózními expedicemi po světě ve žlutých trabantech.

## Biografie
Od roku 2002 do roku 2008 působil jako redaktor portálu iDNES.cz a časopisu ABC. V letech 2008 až 2009 byl šéfredaktorem populárně-vědeckého časopisu VTM Science. V současné době působí jako nezávislý novinář a věnuje se zejména cestovatelským výpravám po exotických zemích.

### Trabanty
Dan Přibáň je náčelníkem cestovatelských projektů, které nesou hromadný název Transtrabant.
V červenci 2007 se vydal na první trabantí výpravu nazvanou „Trabantem Hedvábnou stezkou“. V roce 2009 zase s trabanty projel napříč Afrikou. V říjnu 2012 odstartoval cestovatelský projekt „Trabantem napříč Jižní Amerikou“. Duben 2015 se zase nesl v duchu zahájení expedice do Tichomoří. V roce 2019 šel do kin jeho poslední film Trabantem tam a zase zpátky. Přibáň pak ohlásil konec expedic s trabanty, ale avizuje další cestovatelské plány s jinými vozidly žluté barvy, konkrétně s vozidly LuAZ 967.

## Filmografie

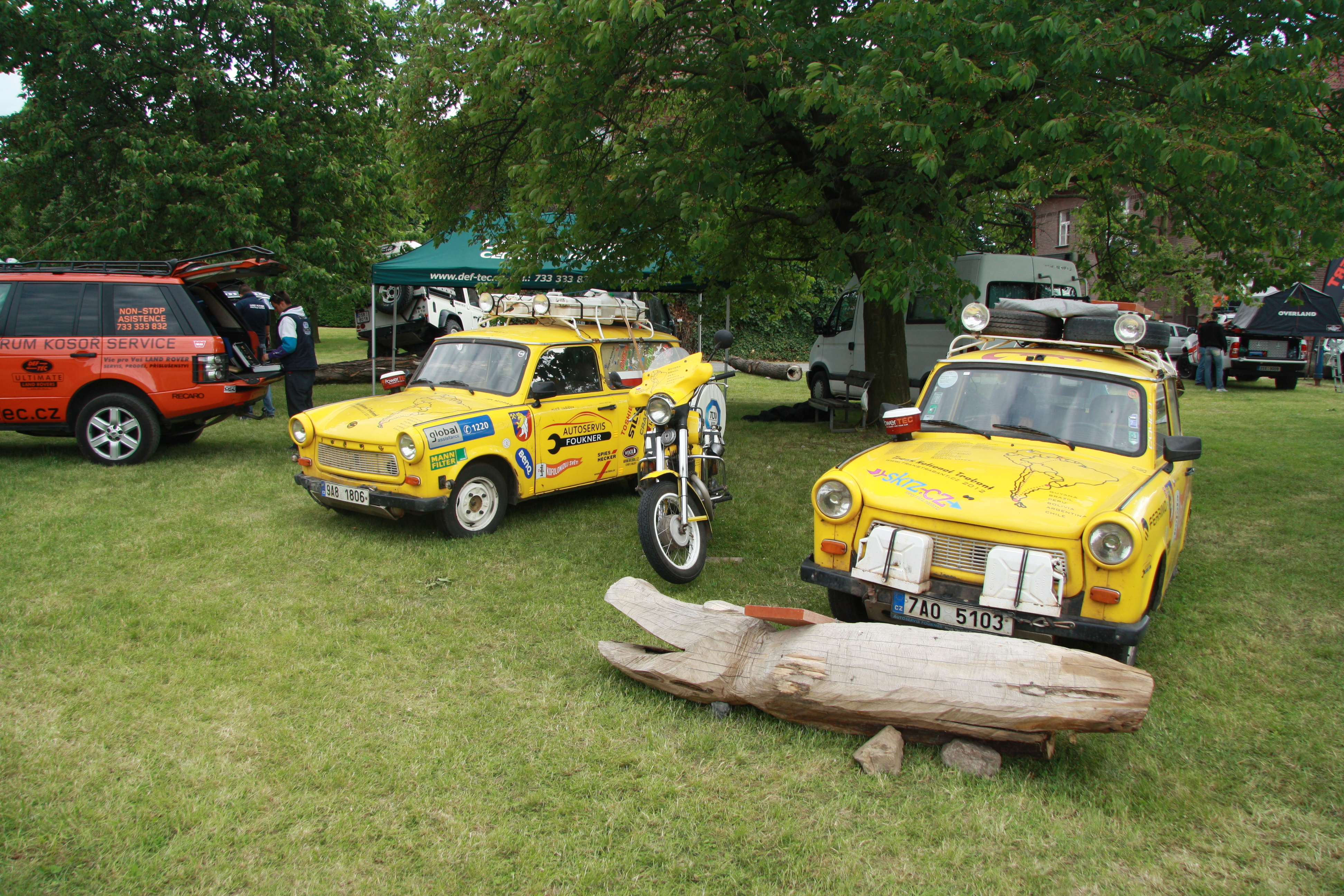
Automobily a motocykl z expedice Transtrabant.

- Trabantem Hedvábnou stezkou (57 minut, 2007)
- Trabantem napříč Afrikou (106 minut, 2010)
- Trabantem až na konec světa (98 minut, 2014)
- Trabantem do posledního dechu (96 minut, 2016)
- Trabantem tam a zase zpátky (114 minut, 2019)